# Kitzen
Kitzen este o comună din landul Saxonia, Germania.